# Aggro Berlin
Aggro Berlin је независна немачка хип-хоп издавачка група. За ову групу ствара пет уметника: Sido, B-Tight, Tony D, G-Hot и .
Познати су углавном по контроверзним текстовима и спотовима. Извођачу су оптуживани да у својим песмама омаложавају хомосексуалце и жене. Песме које су изазвале највеће критике су песме "Neger Bums mich" и "Arschficksong".
2004. године Sido је издао албум "Maske" који је продат у више од 100000 примерака за мање од месец дана. У септембру исте године освојили су престижну награду "Best Newcomer."
Музичар Bushido је напустио Aggro Berlin у јуну 2004. године.

## Дискографија

### Албуми
1. (2001)
2. (2002)
3. (2002)
4. (2002)
5. (2003)
6. (2003)
7. (2004)
8. (2005)
9. (2005) (компилација)
10. (2005)
11. (2005)
12. (2005)
13. (2006) (компилација)

### Синглови
1. (2002) (семплер)
2. (2003) (семплер)
3. (2003)
4. (2003)
5. (2003) (семплер)
6. (2004)
7. (2004)
8. (2004)
9. (2004)
10. (2004) (семплер)
11. (2005)
12. (2005)
13. (2005)
14. (2005)
15. (2005)
16. (2005) (семплер)

### ДВД
1. (2004)